# Artona
Artona is een geslacht van vlinders van de familie bloeddrupjes (Zygaenidae), uit de onderfamilie Procridinae.

## Soorten
- A. albifascia (leech, 1898)
- A. catoxantha (Hampson, 1892)
- A. celebensis Jordan, 1908
- A. clathrata (Poujade, 1886)
- A. cuneonotata Leech, 1898
- A. chinensis (Leech, 1898)
- A. delavayi Oberthür, 1894
- A. digitata Hampson, 1919
- A. discivitta Walker, 1854
- A. flaviciliata Hampson, 1919
- A. flavigula (Hampson, 1896)
- A. flavipuncta Hampson, 1900
- A. gephyra Hering, 1936
- A. hypomelas Jordan, 1907
- A. lucasseni (Snellen, 1903)
- A. manza (Alphéraky, 1892)
- A. martini Efetov, 1997
- A. microstigma Jordan, 1907
- A. phaeoxantha Hampson, 1919
- A. pluristrigata Hampson, 1907
- A. postalba Elwes, 1890

- A. posthyalina (Hampson, 1892)
- A. pulchra (Drury, 1773)
- A. quadrimaculata Moore, 1879
- A. quadrisignata (Snellen, 1903)
- A. refulgens (Hampson, 1892)
- A. sieversi Alphéraky, 1892
- A. sikkimensis Elwes, 1890
- A. superba Alphéraky, 1897
- A. sythoffi (Snellen, 1903)
- A. zebra (Elwes, 1890)